# Enrique Campo Sobrino
Enrique Campo Sobrino, nacido en Pontevedra el 21 de septiembre de 1890 y fallecido prematuramente en la misma ciudad, el 2 de junio de 1911, fue un pintor y dibujante que destacó por sus trabajos para la Sociedad Arqueológica de Pontevedra.

## Trayectoria
Formaron parte de su familia, adinerada y vinculada al arte y la cultura, Carlos Sobrino Buhigas y Fernando Campo Sobrino, primo y hermano de Enrique, respectivamente. El padre de Carlos Sobrino, el médico Luis Sobrino Rivas, fue socio fundador de la Sociedad Arqueológica de Pontevedra y a él se debe la relación de estos tres artistas (Carlos Sobrino y Enrique y Fernando Campo) con Casto Sampedro Folgar.

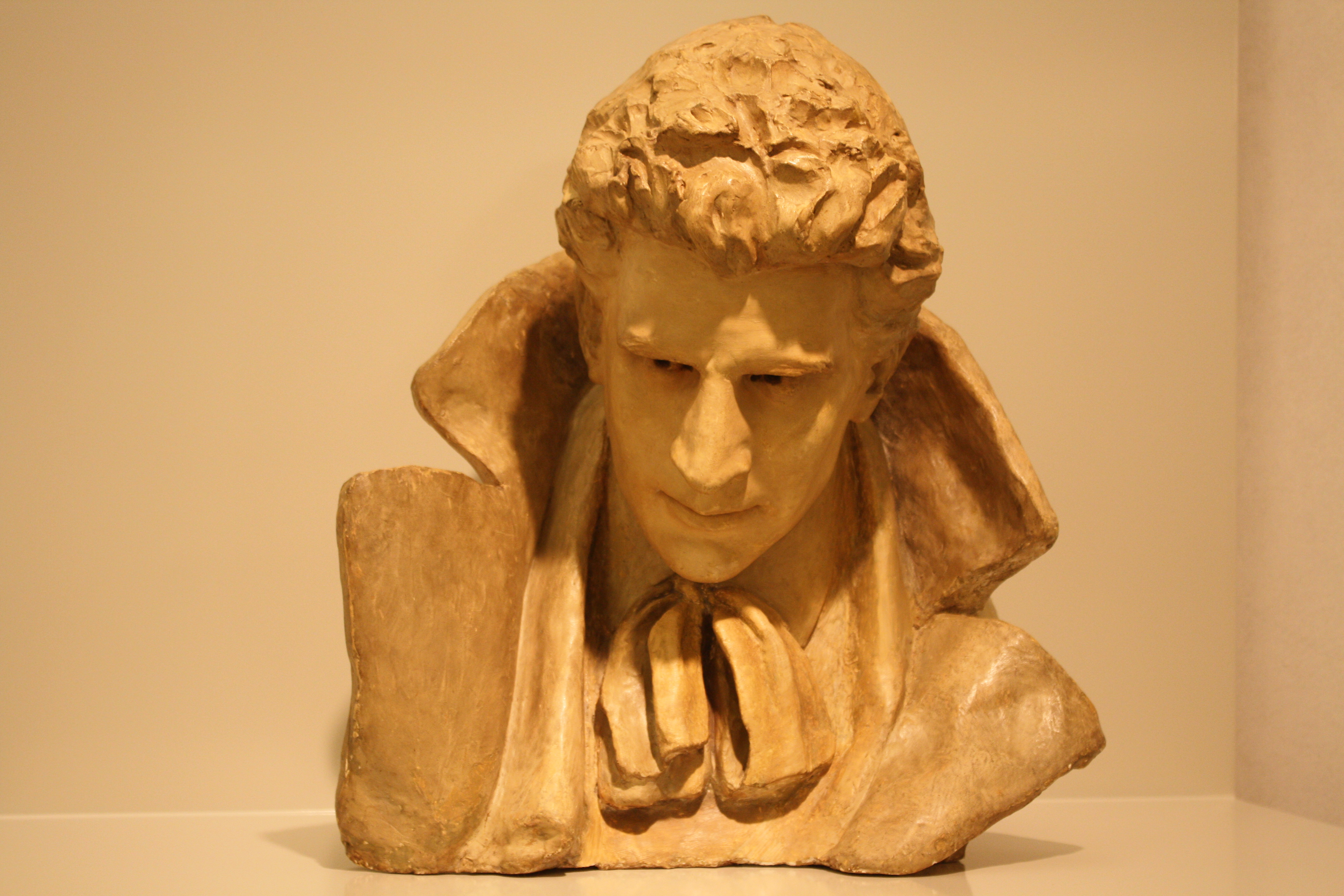
Busto de Enrique Campo de Carmen Alcoverro, en el Museo de Pontevedra

Siendo todavía niño, ya había entablado relación con Casto Sampedro, quien en 1894 había fundado la Sociedad Arqueológica de Pontevedra. Casto Sampedro apreció rápidamente la calidad de los dibujos de Enrique y su capacidad de trabajo y observación, hasta el punto de nombrarlo socio de mérito de la Sociedad el 28 de diciembre de 1906, con sólo 16 años. A partir de ese momento se convirtió en su dibujante oficial y colaborador habitual.
Enrique Campo dibujó cientos de edificios, monumentos, petroglifos, escudos y diferentes piezas de arte, a lo largo de los continuos viajes que realizó por las tierras pontevedresas, solo o acompañando a los miembros de la Sociedad. Especialmente productivo fue el viaje que realizó de mayo a otoño de 1909, junto al grabador compostelano Enrique Mayer, con el propósito de recoger material para la Exposición Regional Gallega que Antonio López Ferreiro, entre otros, organizó en Santiago de Compostela a finales de ese mismo año, y en la que Enrique Campo fue designado delegado de la sección arqueológica. Durante el viaje escribió un Diario en el que detalló los itinerarios seguidos: El Morrazo, Vigo, Tuy, Bayona, Gondomar, Porriño, Puenteareas, Salvatierra de Miño, Ribadavia, Melón, Carballino y San Cristóbal de Cea, para regresar por tierras del Deza y Ulla hasta finalizar en Santiago. En el diario añadió comentarios artísticos, topográficos y etnográficos, que fueron publicados por Xosé Filgueira Valverde en 1944. 
Tras finalizar esta gira y el montaje de la exposición, en octubre de 1909 partió a Madrid para estudiar arte con una beca concedida por la Diputación de Pontevedra, que compaginó con un trabajo administrativo en la Compañía de Tabacos. Como mantenía su interés por la arqueología, decidió organizar viajes cortos por Madrid y en el primero que realizó, el 8 de diciembre, descubrió un altar romano cerca del Puente de los Franceses, el primer altar romano encontrado en Madrid y que ahora se conserva en el Museo Arqueológico Nacional. El hallazgo le valió para ser nombrado miembro correspondiente de la Real Academia de la Historia en 1910.
Meses después enferma y no logra recuperarse. Ante la inminencia de su muerte, fue trasladado a Pontevedra, donde falleció el 2 de junio de 1911, antes de cumplir 21 años.  

Foi o mellor e máis importante dos debuxantes da "Arqueológica" malia ó breve espacio de tempo, apenas catro anos, que durou a súa vida artística

Fue el mejor y más importante de los dibujantes de la "Arqueológica" a pesar del breve espacio de tiempo, apenas cuatro años, que duró su vida artística

El Museo Provincial de Pontevedra conserva más de 500 dibujos y acuarelas, procedentes de las colecciones de la Sociedad Arqueológica y de la colección Sampedro. Al valor artístico de las obras se une el valor técnico y documental de ser testimonio de monumentos, edificios o elementos artísticos hoy desaparecidos o profundamente modificados.  

## Galería de imágenes
|                                                                  |
| Fotografía de Enrique Campo en 1908, hecha por Francisco Zagala. |

|                                                                          |
| Eira dos Mouros en el Castro da Cividade (San Xurxo de Sacos, Cotobade). |

|                             |
| Laberinto de Mogor (Marín). |